# Zozin-Jurt

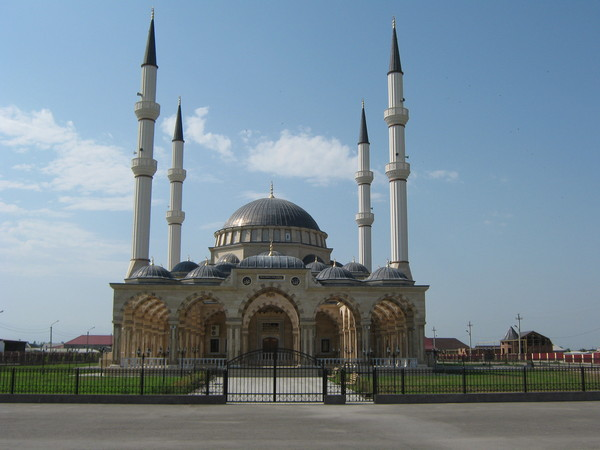
Die zentrale Moschee von Zozin-Jurt

Zozin-Jurt (russisch Цоцин-Юрт) ist ein Dorf (selo) in der Republik Tschetschenien (Russland) mit 18.306 Einwohnern (Stand 14. Oktober 2010).

## Geographie
Der Ort liegt am Nordrand des Großen Kaukasus, knapp 30 km Luftlinie ostsüdöstlich der Republikhauptstadt Grosny. Das Dorf durchfließt der Chulchulau, der sich unterhalb des Ortes mit mehreren anderen Flüsschen zur Belka, einem rechten Zufluss der Sunscha, vereinigt.
Zozin-Jurt gehört zum Rajon Kurtschalojewski und liegt acht Kilometer nordwestlich von dessen Verwaltungszentrum Kurtschaloi.

## Geschichte
In der sowjetischen Periode trug der Ort den Namen Oktjabrskoje.
Insbesondere im Zweiten Tschetschenienkrieg gehörte Zozin-Jurt zu den am stärksten umkämpften Orten und gelangte vor allem in den Jahren 2001 bis 2003 durch „Säuberungsaktionen“ der Russischen Streitkräfte in die Schlagzeilen. 2003 versuchte eine Selbstmordattentäterin in Zozin-Jurt, den heutigen tschetschenischen Präsidenten Ramsan Kadyrow zu töten.

### Bevölkerungsentwicklung
| Jahr | Einwohner |
| ---- | --------- |
| 1979 | 5.371     |
| 2002 | 15.935    |
| 2010 | 18.306    |

Anmerkung: Volkszählungsdaten

## Infrastruktur
Durch Zozin-Jurt verläuft die Straße, die von der Stadt Argun bei Grosny in das Verwaltungszentrum Kurtschaloi und die östlichen Teile des Rajons mit den Dörfern Zentoroi und Alleroi verläuft.